# Martin Schröder

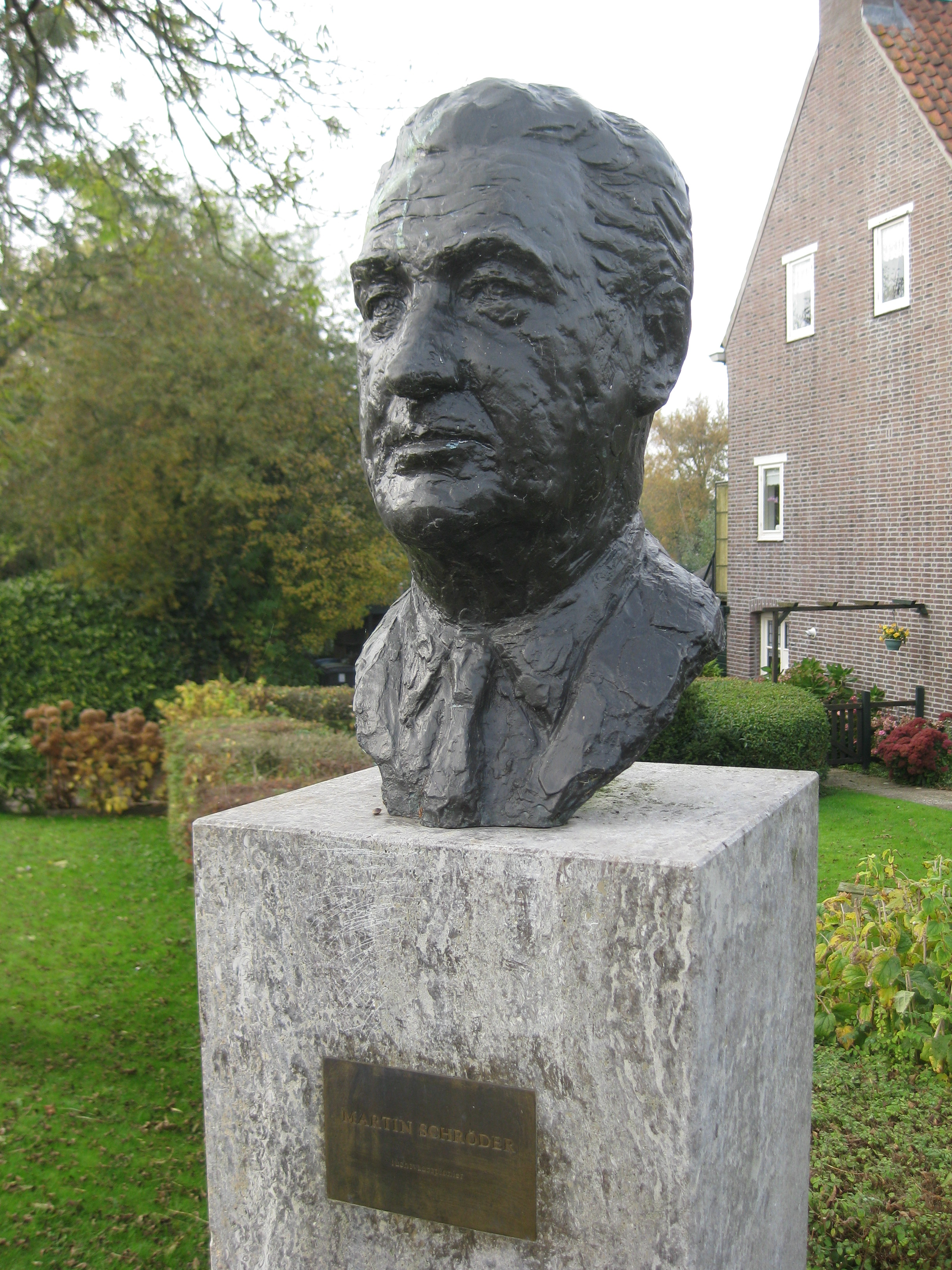
Beeld van Schröder in Ouderkerk aan de Amstel

Johann Martin Schröder (Amsterdam, 13 mei 1931 – Noordwijk, 2 oktober 2024) was een Nederlands piloot, luchtvaartpionier en ondernemer.

## Loopbaan
Schröder was piloot en oprichter van de tweede Nederlandse luchtvaartmaatschappij, Martinair. Bij de oprichting in 1958 heette deze nog Martin's Air Charter. De maatschappij vloog met een toestel en met als eerste buitenlandse bestemming Mallorca. Martinair was vooral gericht op vakantievluchten, maar ook voor pelgrims naar Mekka. In 1959 kocht hij de eerste Douglas DC-3, met 28 tot 32 zitplaatsen.
In 1973 schafte de luchtvaartmaatschappij vier Douglas DC-10-vliegtuigen aan. De toestellen waren zeer flexibel en konden snel omgebouwd worden tot vrachtvliegtuig. Halverwege de jaren negentig werden MD-11-toestellen aangeschaft, ook deze konden voor vracht en passagiers worden ingezet.
Schröder stond bekend als veeleisend. Hij controleerde of het personeel in de late uren nog aan het werk was of liet zijn auto voor het kantoor staan om te voorkomen dat medewerkers te vroeg met het werk stopten.
In 1998 nam hij – 40 jaar na de oprichting – afscheid als president-directeur van Martinair. Aart van Bochove volgde Schröder op. In 2008 kwam de maatschappij volledig in handen van KLM. In 2011 werden de passagiersvluchten gestaakt en bleef de maatschappij als vrachtvervoerder actief.
Van september 1975 tot september 1976 was Schröder voorzitter van AMREF Flying Doctors Nederland. In 1981 werd hij erelid van de organisatie.
In juni 2021 kreeg hij het erelidmaatschap Koninklijke Nederlandse Vereniging voor Luchtvaart (KNVvL) in handen. Hij kreeg dit als dank voor zijn bijdrage aan de Nederlandse luchtvaart in het algemeen en zijn diensten als lid van de Raad van Advies van de vereniging.

## Privéleven
Martin Schröder kwam uit een strenggelovig gezin. Zijn vader werkte als amanuensis bij een kruitfabriek, zijn moeder overleed toen hij vijf jaar oud was. Hij trouwde  op 24 september 1962 met  Tineke Nipshagen, een werkneemster uit zijn bedrijf. Ze waren getrouwd tot zijn overlijden en kregen drie kinderen. Zoon Marc Schröder is ondernemer en oprichter van Tango en Route Mobiel. Dochter Paulette Schröder kreeg bekendheid als jeugdvriendin van prins Willem-Alexander.
Schröder overleed in 2024 op 93-jarige leeftijd.